# Phlyctiscaphella
Phlyctiscaphella is een geslacht van uitgestorven kreeftachtigen uit de klasse van de Ostracoda (mosselkreeftjes).

## Soorten
- Phlyctiscaphella belowzyensis Krandijevsky, 1963 †
- Phlyctiscaphella molicella Neckaja, 1963 †